# Шапел Бертран
Шапел Бертран (фр. Chapelle-Bertrand) насеље је и општина у западној Француској у региону Поату-Шарант, у департману Де Севр која припада префектури Партне.
По подацима из 2011. године у општини је живело 509 становника, а густина насељености је износила 26,25 становника/km². Општина се простире на површини од 19,39 km². Налази се на средњој надморској висини од 205 метара (максималној 254 m, а минималној 123 m).

## Демографија
| 1962. | 1968. | 1975. | 1982. | 1990. | 1999. | 2011. |
| ----- | ----- | ----- | ----- | ----- | ----- | ----- |
| 443   | 452   | 350   | 402   | 404   | 401   | 509   |

График промене броја становника у току последњих година